# Семинол (окръг, Джорджия)
Окръг Семинол (на английски: Seminole County) е окръг в щата Джорджия, Съединени американски щати. Площта му е 666 km², а населението – 9369 души (2000). Административен център е град Доналсънвил.